# Sóc cáo miền Đông
Sóc cáo miền Đông, hay sóc cáo Bryant, tên khoa học Sciurus niger, là một loài động vật có vú trong họ Sóc, bộ Gặm nhấm. Loài này được Linnaeus mô tả năm 1758.

## Hình ảnh

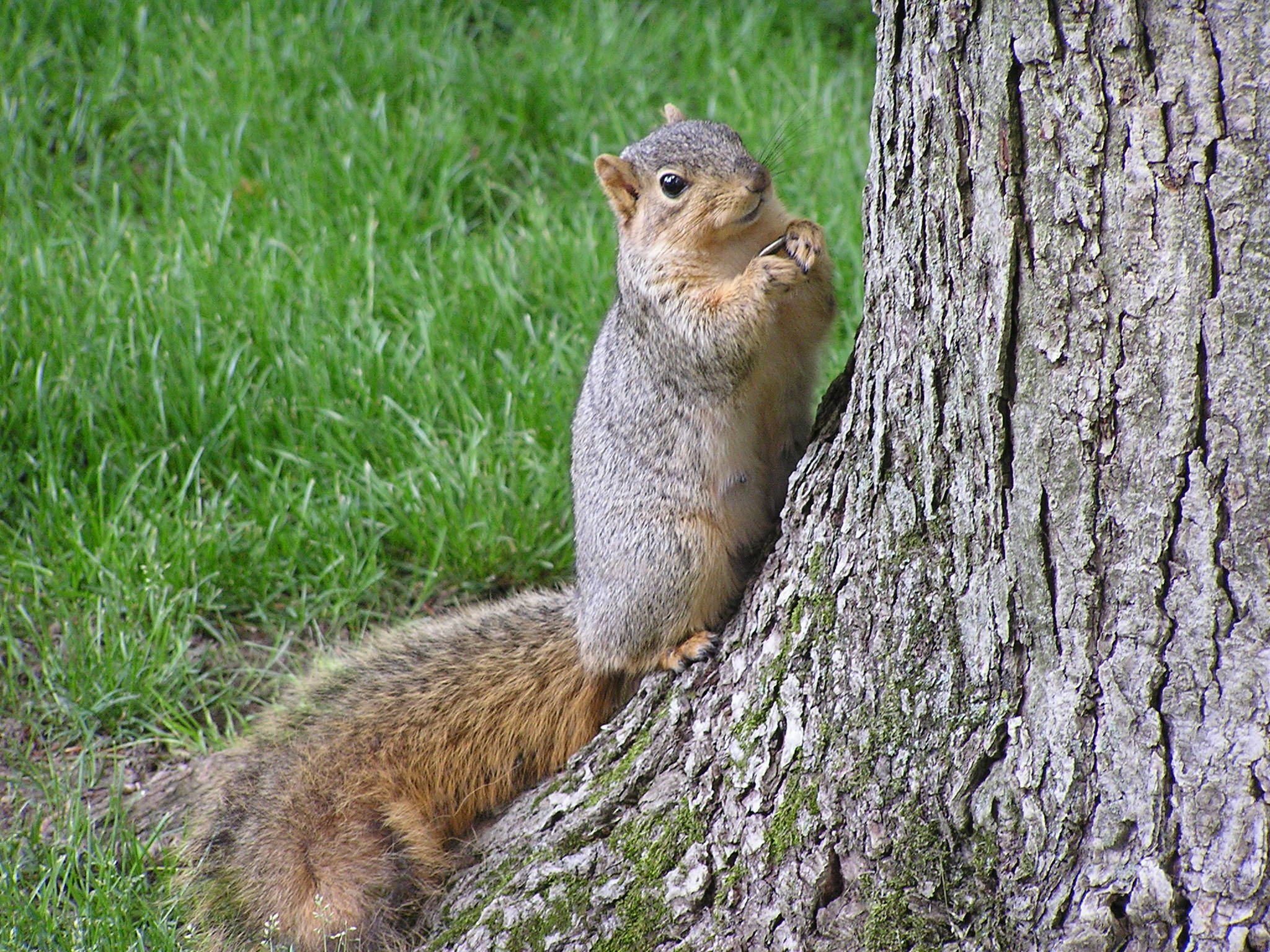
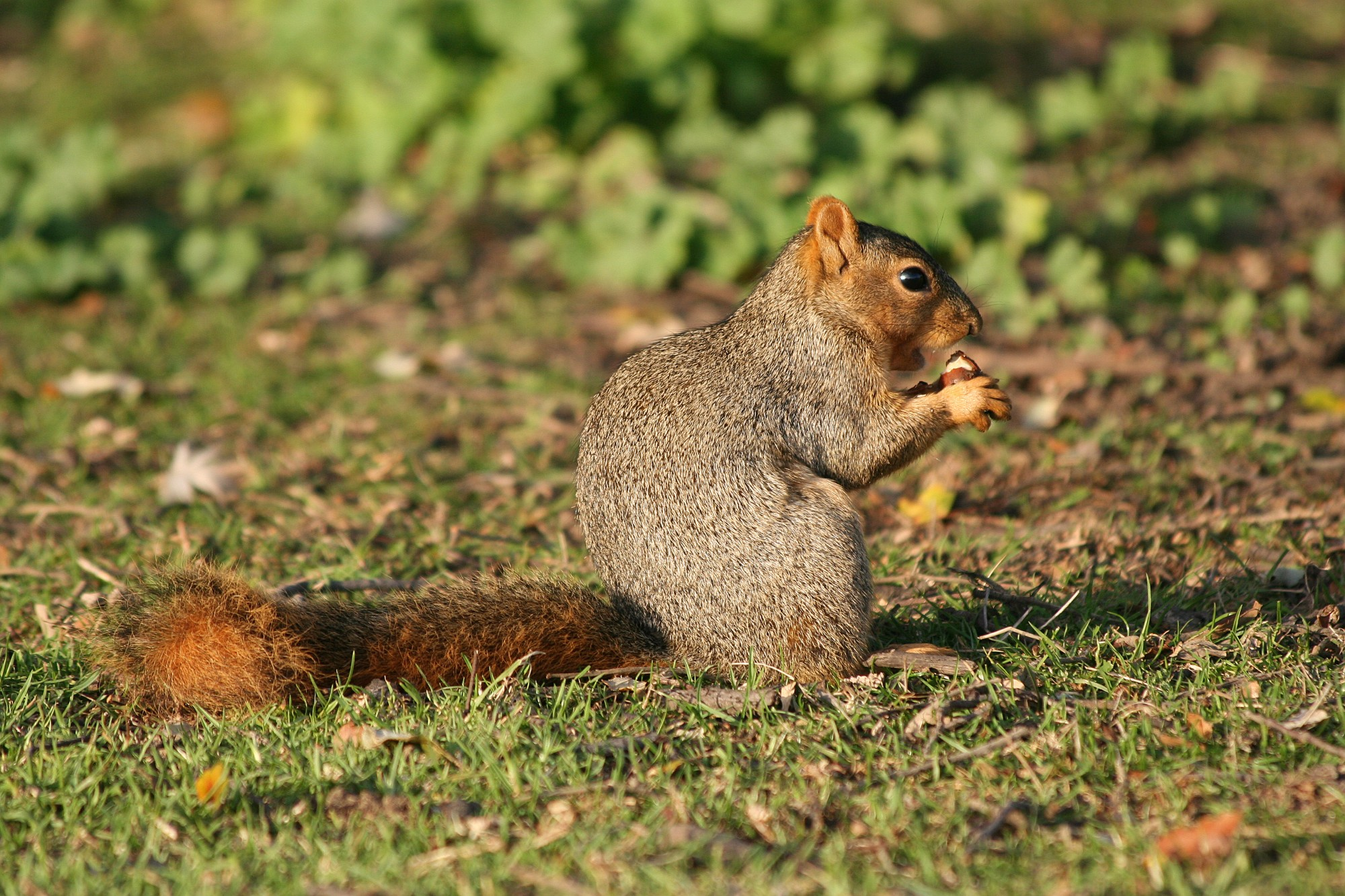
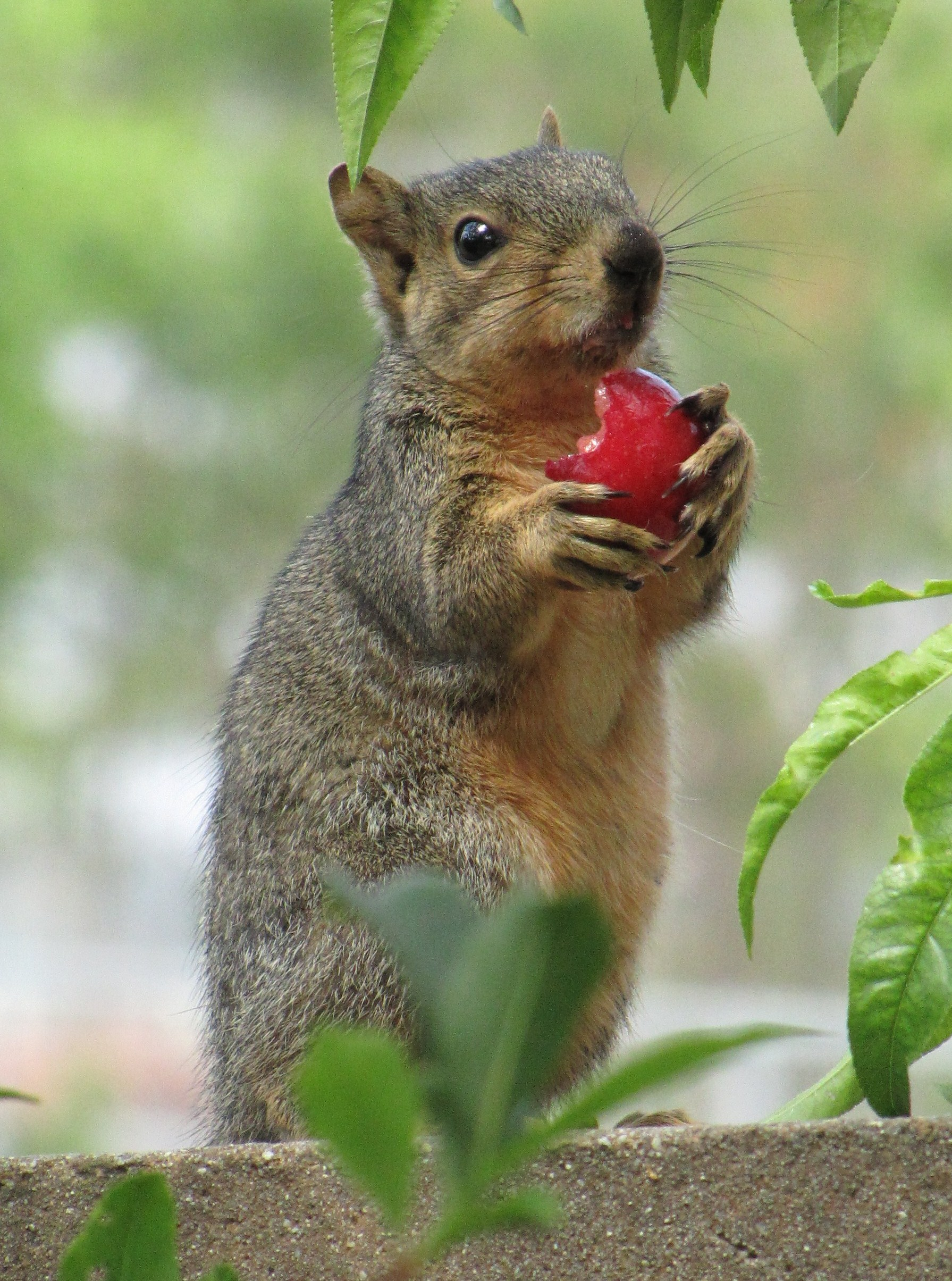
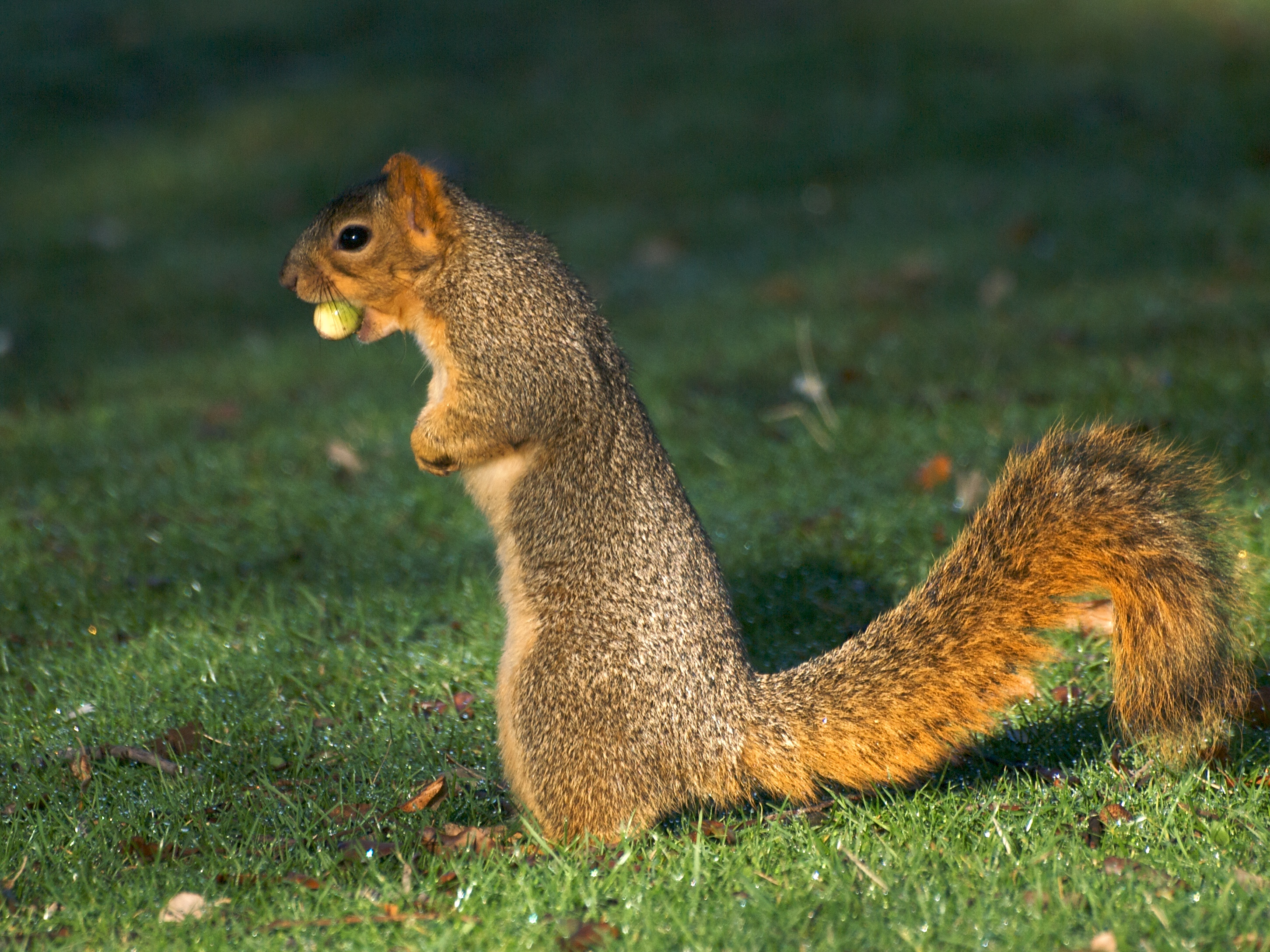